# Ioan Isaiu
Ioan Isaiu (n. 25 august 1969, Hunedoara) este un actor român.

## Biografie
S-a născut în 1969 la Hunedoara. A absolvit Facultatea de Teatru și Televiziune din cadrul Universității Babeș-Bolyai din Cluj. A jucat la Teatrul Național din Cluj până în 2000.

## Filmografie
- Îngeri pierduți (2013) - Alexandru Iordache
- Moștenirea (2010) - Dan Stuttman
- Aniela (2009) - Dumitru "Mitică" Lăptaru
- Îngerașii (2008) - Tudor Apostol
- Secretul Mariei (2005) - Octavian Bărbulescu